# Могленешть
Могленешть, Могленешті (рум. Moglănești) — село у повіті Харгіта в Румунії. Адміністративно підпорядковане місту Топліца.
Село розташоване на відстані 281 км на північ від Бухареста, 69 км на північний захід від М'єркуря-Чука, 136 км на схід від Клуж-Напоки, 142 км на північ від Брашова.

## Населення
За даними перепису населення 2002 року у селі проживали 1064 особи.
Національний склад населення села:
| Національність | Кількість осіб | Відсоток |
| -------------- | -------------- | -------- |
| румуни         | 691            | 64,9%    |
| угорці         | 229            | 21,5%    |
| цигани         | 142            | 13,3%    |

Рідною мовою назвали:
| Мова      | Кількість осіб | Відсоток |
| --------- | -------------- | -------- |
| румунська | 722            | 67,9%    |
| угорська  | 228            | 21,4%    |
| циганська | 112            | 10,5%    |